# Comuna de Komprachcice
Komprachcice (polaco: Gmina Komprachcice) é uma gminy (comuna) na Polónia, na voivodia de Opole e no condado de Opolski. A sede do condado é a cidade de Komprachcice.
De acordo com os censos de 2004, a comuna tem 11 167 habitantes, com uma densidade 199,9 hab/km².

## Área
Estende-se por uma área de 55,87 km², incluindo:
- área agricola: 67%
- área florestal: 19%

## Demografia
Dados de 30 de Junho 2004:
|                      | Total   | Total | Mulheres | Mulheres | Homens  | Homens |
| -------------------- | ------- | ----- | -------- | -------- | ------- | ------ |
|                      | pessoas | %     | pessoas  | %        | pessoas | %      |
| População            | 11 167  | 100   | 5733     | 51,3     | 5434    | 48,7   |
| Densidade (pop./km²) | 199,9   | 100   | 102,6    | 102,6    | 97,3    | 97,3   |

De acordo com dados de 2002, o rendimento médio per capita ascendia a 1020,51 zł.

## Comunas vizinhas
- Dąbrowa, Opole, Prószków, Tułowice